# ザ・マジック・ナンバーズ (アルバム)
『ザ・マジック・ナンバーズ』（The Magic Numbers）は、イギリスのインディー・ロック・バンド、ザ・マジック・ナンバーズが2005年に発表した、初のスタジオ・アルバム。日本で先行発売された。

## 背景
バンドは正式デビューに先駆けて、2004年に限定盤シングル「Hymn for Her」をリリースしており、同曲は本作のイギリス盤にも隠しトラック扱いで収録された（日本盤CDではタイトルが明記されている）。日本盤ボーナス・トラック2曲は、いずれもシングル「フォーエヴァー・ロスト」のカップリング曲で、「アイディア・オブ・ア・フィーリング」はCDシングルに収録され、「アイ・ホープ・ユー・ドント・マインド」はアナログ盤のピクチャー・シングルに収録された。

## 反響・評価
本作は2005年6月25日付の全英アルバムチャートで初登場7位となり、44週チャート圏内に入るヒットを記録した。本作からの先行シングル「フォーエヴァー・ロスト」は全英シングルチャートで15位に達し、その後「ラヴ・ミー・ライク・ユー」は12位、「ラヴズ・ア・ゲーム」は24位、「アイ・シー・ユー、ユー・シー・ミー」は20位を記録。
スウェーデンのアルバム・チャートでは初登場11位となり、合計17週トップ60入りした。アメリカでは総合アルバム・チャート入りは果たせなかったが、『ビルボード』のトップ・ヒートシーカーズでは34位を記録した。
本作はマーキュリー賞にノミネートされたが、受賞は果たせなかった。2005年のベスト・アルバムを選出する企画では、『ニュー・ミュージカル・エクスプレス』誌のランキングで17位、PopMattersのランキングで43位となった。

## 収録曲
特記なき楽曲はロメオ・ストッダート作。
1. モーニングス・イレヴン "Mornings Eleven" (Romeo Stodart, Michele Stodart) – 5:34
2. フォーエヴァー・ロスト "Forever Lost" – 4:11
3. ザ・ミュール "The Mule" – 5:11
4. ロング・レッグス "Long Legs" – 3:22
5. ラヴ・ミー・ライク・ユー "Love Me Like You" – 4:50
6. ウィッチ・ウェイ・トゥ・ハッピー "Which Way to Happy" – 4:27
7. アイ・シー・ユー、ユー・シー・ミー "I See You, You See Me" – 6:00
8. ドント・ギヴ・アップ・ザ・ファイト "Don't Give Up the Fight" – 2:59
9. ティス・ラヴ "This Love" – 5:40
10. ホイールス・オン・ファイア "Wheels on Fire" (R. Stodart, M. Stodart) – 4:03
11. ラヴズ・ア・ゲーム "Love's a Game" – 4:48
12. トライ "Try" – 4:46
13. ヒム・フォー・ハー "Hymn for Her" – 6:14

### 日本盤ボーナス・トラック
1. アイディア・オブ・ア・フィーリング "Idea of a Feeling" (R. Stodart, Sean Gannon) – 3:34
2. アイ・ホープ・ユー・ドント・マインド "I Hope You Don't Mind" – 3:58

## 参加ミュージシャン
- ロメオ・ストッダート - ギター、バンジョー、ピアノ、ボーカル
- ミシェル・ストッダート - ベース、キーボード、パーカッション、ボーカル
- ショーン・ギャノン - ドラムス
- アンジェラ・ギャノン - メロディカ、パーカッション、ボーカル

アディショナル・ミュージシャン
- Angharad Davies - ヴァイオリン(on #9)